# Дъ Президънтс ъф дъ Юнайтед Стейтс ъф Америка
„Дъ Президънтс ъф дъ Юнайтед Стейтс ъф Америкаи“ (на английски: The Presidents of the United States of America) американска пост-гръндж група от Сиатъл, създадена през 1993 г.

## Състав
- Крис Балю (вокали)
- Дейв Дедърър (вокали, китара)
- Джейсън Фин (барабани, вокали)
- Андрю МакКийг (китара, вокали)

- Dave Dederer
- Chris Ballew
- Jason Finn, Dave Dederer
- Andrew McKeag

## Дискография
- 1995 The Presidents of the United States of America (Президентите на Съединените американски щати)
- 1996 II
- 2000 Freaked Out and Small (Пощурял и Малък)
- 2004 Love Everybody (Обичай Всички)
- 2008 These Are The Good Times People (Това са Добрите Времена, Хора)
- 2014 Kudos to You